# Gran dodecaedro truncado estrellado
En geometría, el gran dodecaedro truncado estrellado (o gran dodecaedro estrellado cuasi truncado) es un poliedro uniforme estrellado, indexado como U66. Tiene 32 caras (20 triángulos y 12 decagramas), 90 aristas y 60 vértices. Su símbolo de Schläfli es t0,1{5/3,3}.

## Poliedros relacionados
Comparte su disposición de vértices con otros tres poliedros uniformes: el pequeño icosicosidodecaedro, el pequeño dodecicosidodecaedro ditrigonal y el pequeño dodecicosaedro:
| Gran dodecaedro truncado estrellado | Pequeño icosicosidodecaedro | Pequeño dodecicosidodecaedro ditrigonal | Pequeño dodecicosaedro |

## Coordenadas cartesianas
Las coordenadas cartesianas de los vértices de un gran dodecaedro truncado estrellado son todas las permutaciones pares de
(0, ±τ, ±(2−1/τ))
(±τ, ±1/τ, ±2/τ)
(±1/τ2, ±1/τ, ±2)
donde τ = (1+√5)/2 es el número áureo (a veces escrito φ).